# 贝德维尔

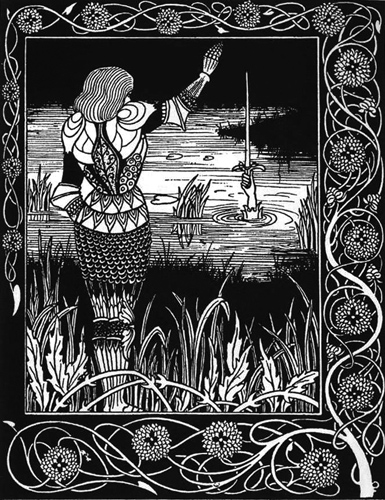
貝德維爾將軍把王者之劍投進湖中，比亞茲萊畫，1894年

贝德维尔（Bedivere），英国亚瑟王传奇中圆桌骑士之一，忠贞不二，劍術高超。除了亞瑟王本人之外，他是圓桌中最敏捷的。他也是唯一見證亞瑟王臨死之刻的圓桌騎士，當亚瑟王将死时，贝德维尔受命将王者之剑归还湖夫人（The Lady of The Lake），其间他因這個舉動會直接導致亞瑟王不治身亡而曾两次放弃，兩次回頭都遭到亞瑟王責備，终于在第三次将王者之剑投入湖中。最後，他背负垂死的亚瑟王登上送往阿瓦隆岛的小舟。亞瑟王逝去後，貝德維爾在某間修道院隱居並度過餘生。（但是在《不列顛諸王史》的描述中，貝德維爾在与米堤亞国王博屈斯（Boccus）的戰鬥中死亡 ，諾伊施特里亞人將他安葬在巴約，南邊城牆的一處墓地）

## 現代創作中的貝德維爾
- 在2004年與2015年發行的電子遊戲《Fate/stay night》、《Fate/Grand Order》裡貝德維爾有被採用在之中，配音員︰宫野真守。
- 2017年電影《亞瑟：王者之劍》中登場的貝德維爾則由吉蒙·翰蘇飾演。
- 動畫《Fate/stay night》（2006），配音員為能登麻美子。這版本的貝德維爾貌似女性，可能是為了符合女版亞瑟王近仕的身分。